# زركك (فريمان)
زركك (بالفارسية: زرکک) هي قرية تقع في قسم بالابند الريفي في إيران. يقدر عدد سكانها بـ 334 نسمة بحسب إحصاء 2016.